# Свято-Богоявленська церква (Ніжин)
Богоявленська церква— православний храм та пам'ятка архітектури місцевого значення у Ніжині .

## Історія
Наказом Міністерства культури України від 21.10.2011 № 912/0/16-11 надано статус пам'ятник архітектури місцевого значення з охоронним № 5533-Чг під назвою Богоявленська церква .
Встановлено інформаційну дошку.

## Опис
Церква була збудована у період 1719-1721 років у стилі бароко на території Ніжинського замку. Також іменувалася як Замкова церква через розташування на території замку. Наразі розташовується на території ринку.
Спочатку храм був прямокутний у плані. У 1826 році був надбудований купол, а із західного боку прибудовано дзвіницю, також біля бічних входів з'явилися 4-колонні портики, що увінчують трикутні фронтони (не збереглися). Церква оточувала стіна, в якій на початку 20 століття розміщувалися торгові лавки, які разом із кам'яними льохами здавалися в оренду.
Кам'яна, однокупольна, прямокутна у плані церква, над дахом розташовується башта під куполом на четверику. До основного обсягу примикає двоярусна дзвіниця восьмерик на четверику, вінчається куполом. Церква огороджена.
За радянських часів церква використовувалася як склад.
На початку 2000-х років храм було передано релігійній громаді Російської православної церкви. Було проведено реставраційні роботи, до 2018 року вежу під куполом храму було відновлено.